# Фэн Тяньвэй
Фэн Тяньвэ́й (кит. упр. 冯天薇, пиньинь Féng Tiānwēi, род. 31 августа 1986) — сингапурская спортсменка, игрок в настольный теннис, обладательница трёх олимпийских медалей по настольному теннису, чемпионка мира 2010 года, многократный призёр чемпионатов и кубков мира и Азии.

## Биография
Фэн Тяньвэй родилась в Харбине провинции Хэйлунцзян (КНР). С детства занялась настольным теннисом, в 2002 году вошла во второй состав национальной сборной Китая. В 2005 году покинула Китай и стала играть в профессиональной лиге Японии. В марте 2007 года получила приглашение переехать в Сингапур, с января 2008 года получила сингапурское гражданство.

## Спортивные достижения
В 2008 году Фэн Тяньвэй вместе с Ли Цзявэй и Ван Юэгу представляла Сингапур на Олимпийских играх в Пекине, и женская сборная Сингапура по настольному теннису завоевала серебряную медаль, уступив лишь сборной КНР, а в 2010 году сингапурки выиграли Командный чемпионат мира по настольному теннису в Москве.
Фэн Тяньвэй девять раз выигрывала в одиночном разряде турниры серии «ITTF World Tour»:
- 2008 — Polish Open, Варшава;
- 2009 — Korea Open, Сеул;
- 2011 — Japan Open, Кобе, Korea Open, Инчхон;
- 2014 — Australia Open, Сидней, Phillipines Open, Субик-Бей, Japan Open, Иокогама;
- 2016 — Slovenia Open, Оточец;
- 2017 — Korean Open, Инчхон.

В 2010 году Фэн Тяньвэй одержала победу в одиночном разряде на «ITTF World Tour Grand Finals» в Сеуле.